# 过三氧化氢
过三氧化氢也称为“三氧化氢”或“三氧化二氢”，其化学式为“H2O3”或“HOOOH”，是氢元素的氧化物。过三氧化氢是一种不稳定的化合物，在水溶液中会分解为水和单线态氧：
上述反应的逆反应（向水分子中插入单线态氧原子）一般情况下由于单线态氧原子不足而速率小于正反应速率。
理论研究表明，过三氧化氢有顺式和反式共两种异构体，其中反式异构体比顺式异构体更稳定。二阶全活化空间微扰理论（complete active space perturbation theory of second order，CASPT2）预测结果显示，在单激发态中，顺式过三氧化氢寿命最长的激发态为21A"，跃迁能为167.43nm，寿命为1.44×10-5s；而反式过三氧化氢寿命最长的激发态为21A，其跃迁能为165.52nm，寿命为2.07×10-5s。
在生命系统中，臭氧是由单线态氧形成的，现在推测其原理是：臭氧是单线态氧与水产生的H2O3的抗体催化产物。

## 制备
过三氧化氢可由O3和H2O2的反应或水的电解少量制备。用以上两种反应制得的过H2O3的量虽然较少，但已可检测出其存在。
若需获得大量H2O3，则要利用有机还原剂（例如氢化偶氮苯）在有机溶剂中低温还原O3，H2O3也能在有机过三氧化氢分解时产生（ROOOH）。

### 过臭氧过程
O3与H2O2反应（过臭氧化）的过程也被称为“过臭氧过程”（Peroxone process）。而O3与H2O2的混合物曾被用作含有各种有机化合物的地下水的处理剂。上述反应也能产生H2O5及一些环状化合物。

## 结构
光谱学分析已指出H2O3分子具有曲折的结构（H-O-O-O-H），具有C2对称性，其中，H2O3O-O键的键长约为142.8pm，略短于H2O3中的146.4pm。O-H键的键长为96.6pm，H-O-O键角为101.9°，O-O-O键角为106.8°，H-O-O-O二面角为81.2°。
H2O3还可能以多种二聚体及三聚体的形式存在。

## 酸性
H2O3是一种弱电解质，其酸性比H2O2略强，在溶液中可电离产生H+和OOOH-。

## 反应
其能自发地分解为水与单线态氧。室温下有机溶剂中的H2O3的半衰期约为16min，而H2O3在水中的半衰期只有几毫秒。
H2O3能与有机硫化物反应生成亚砜，但现在对这类反应的了解仍不多。

## 存在与存在形式
由于在生命系统中H2O3像臭氧/过氧化氢混合物一样，也能由人体内的抗体能产生，并利用其强氧化性对抗入侵的细菌等病原体。所以新近的研究认为H2O3是上述混合物中起抗菌作用的活性物质。生命系统中H2O3由免疫细胞产生的单线态氧和水反应获得（该化学反应的方向视各物质的浓度而定）。
2005年，H2O3被利用微波光谱学在超音速客机中发现，其分子呈现反式构象（trans conformation），其中的O-O键短于H2O2中的O-O键。
计算化学方面的预测表明还可能有包含更多氧原子的链状分子（或多氧化氢）存在，在低温气体中，甚至连具有无数个氧原子的链也可能存在。 
在该证据支持下，一项对星际物质中的这类物质的寻找可能将会展开。